# FreeBASIC
Il FreeBASIC è un compilatore BASIC multipiattaforma libero e open source (distribuito con licenza GPL) per i sistemi Microsoft Windows, DOS (in modalità protetta), Linux e FreeBSD.
Il FreeBASIC ha una sintassi molto simile a quella del QuickBASIC ma con un certo numero di caratteristiche aggiuntive. La compatibilità è buona tanto che diversi programmi scritti per il QuickBASIC possono essere compilati ed eseguiti senza nessuna modifica al codice.

## Caratteristiche
Il FreeBASIC è un compilatore autocompilante (capace cioè di compilare il suo stesso codice sorgente) composto da circa 120.000 linee di codice (escluse le librerie). Utilizza le binutils, strumenti GNU per la manipolazione del codice oggetto, come back-end. Con il FreeBASIC è possibile sviluppare applicazioni da terminale o con interfaccia grafica (GUI). Supporta pienamente l'utilizzo delle librerie del C e parzialmente quelle del C++: grazie a ciò è possibile utilizzare e creare librerie per il C e per molti altri linguaggi.
Il FreeBASIC implementa un preprocessore capace di gestire macro multilinea, compilazione condizionale ed inclusione di file. Va precisato però che quello del FreeBASIC non è un vero preprocessore dato che viene eseguito nello stesso momento in cui viene analizzato il codice: questo significa che può accedere alle informazioni dei simboli, ed eventualmente impostare anche il dialetto (cosa che riavvia però l'analisi del sorgente).
Il FreeBASIC è molto veloce, con prestazioni simili a quelle di strumenti quali il GCC.

## Sintassi
Nonostante la sintassi sia stata mantenuta molto simile a quella del BASIC in generale e del QuickBASIC in particolare per favorire la compatibilità con questi illustri predecessori, il FreeBASIC rispecchia gli standard ed i modelli più moderni: polimorfismo, overloading degli operatori, programmazione orientata agli oggetti, namespace, ecc.
Le linee di codice terminano nel FreeBASIC con il segno dei due punti (:) oppure con i caratteri di fine linea: grazie a ciò non è necessario specificare, come nel C, un particolare carattere di fine linea. Il FreeBASIC accetta anche istruzioni multiple scritte su un'unica linea: basta separarle con il segno dei due punti.
Il FreeBASIC supporta i commenti: questi possono essere inseriti sia alla fine di una riga di codice con l'apostrofo ' sia come blocchi di più righe partendo con /' e terminando con '/.

### Compatibilità
Sono stati apportati dei cambiamenti durante lo sviluppo per rendere il FreeBASIC compatibile con le caratteristiche avanzate dei moderni linguaggi e conforme al GCC ma il FreeBASIC continua ad essere compatibile con la vecchia sintassi del QuickBASIC. Per ottenere questo risultato è stata introdotta l'opzione da riga di comando -lang da usare per impostare il livello di compatibilità del FreeBASIC:
- -lang fb: avviandolo con il paramentro "fb", il FreeBASIC offre al programmatore tutte le nuove funzionalità mentre tutte le caratteristiche proprie del QuickBASIC vengono disattivate per mantenere la compatibilità con i paradigmi di programmazione più moderni;
- -lang fblite: il paramentro "fblite" permette di accedere alle nuove funzionalità del FreeBASIC che non riguardano la programmazione ad oggetti e, contemporaneamente, permette di redigere del codice adottando delle regole di stile e sintassi proprie delle vecchie versioni del BASIC quali le variabili implicite, i suffissi, il GOSUB/RETURN, la numerazione delle linee, ecc.;
- -lang qb: utilizzando il parametro "qb" si imposta il FreeBASIC verso la massima compatibilità con il vecchio codice QuickBASIC. Questa modalità è utile quando il codice QuickBASIC non gira in modalità "fblite".

### Esempi di codice
Come nel QuickBASIC, per far apparire un semplice messaggio sullo schermo può essere usata una singola istruzione:
```
print
 
"Ciao, mondo!"

```

Il FreeBASIC aggiunge, però, numerose caratteristiche proprie della programmazione orientata agli oggetti come i metodi, i costruttori, l'allocazione dinamica della memoria, le proprietà e l'allocazione temporanea.
```
/
'Una classe per il movimento vettoriale'/

Type
 
Vector

	
W
 
as
 
Integer

	
H
 
as
 
Integer

	
Declare
 
Constructor
 
(
nW
 
as
 
Integer
,
 
nH
 
as
 
Integer
)

End
 
Type

Constructor
 
Vector
 
(
nW
 
as
 
Integer
,
 
nH
 
as
 
Integer
)

	
W
 
=
 
nW

	
H
 
=
 
nH

End
 
Constructor

/
'Crea una classe oggetto'/

Type
 
Object

	
Private:

		
X
 
as
 
Integer

		
Y
 
as
 
Integer

		
Movement
 
as
 
Vector
 
Pointer

	
Public:

		
/
'Crea i metodi pubblici, compreso un distruttore per la pulizia automatica'/

		
Declare
 
Constructor
 
(
nX
 
as
 
Integer
,
 
nY
 
as
 
Integer
)

		
Declare
 
Destructor
 
()

		
Declare
 
Sub
 
SetMotion
 
(
Motion
 
as
 
Vector
 
Pointer
)

		
Declare
 
Sub
 
Move
 
()

		
Declare
 
Property
 
GetX
 
as
 
Integer

End
 
Type

/
'Imposta le coordinate iniziali'/

Constructor
 
Object
 
(
nX
 
as
 
Integer
,
 
nY
 
as
 
Integer
)

	
X
 
=
 
nX

	
Y
 
=
 
nY

End
 
Constructor

/
'Pulisce la memoria allocata'/

Destructor
 
Object
 
()

	
delete
 
Movement

End
 
Destructor

/
'Imposta il vettore di movimento'/

Sub
 
Object
.
SetMotion
 
(
Motion
 
as
 
Vector
 
Pointer
)

	
Movement
 
=
 
Motion

End
 
Sub

/
'Muove l'oggetto in base al suo vettore di movimento'/

Sub
 
Object
.
Move
 
()

	
X
 
+=
 
Movement
->
W

	
Y
 
+=
 
Movement
->
H

End
 
Sub

/
'Un modo per leggere X, dato che è privato'/

Property
 
Object
.
GetX
 
as
 
Integer

	
Return
 
X

End
 
Property

	
/
'CODICE PRINCIPALE'/

/
'Crea una nuova istanza dell'Oggetto con coordinate 100,100'/

Dim
 
Player
 
as
 
Object
 
=
 
Type
<
Object
>
(
100
,
 
100
)

/
'Alloca dinamicamente un nuovo oggetto Vettore

muovendolo
 
a
 
sinistra
 
di
 
10
 
unità
 
e
 
giù
 
di
 
5
 
unità
'/

Player
.
SetMotion
(
new
 
Vector
 
(
-10
,
 
5
))

/
'Fa aggiornare a Player la sua posizione'/

Player
.
Move
()

/
'Visualizza la nuova X, 90'/

Print
 
Player
.
GetX

/
'Siccome Player è una variabile locale, il suo distruttore è

chiamato
 
alla
 
fine
 
dello
 
scopo
 
in
 
maniera
 
automatica
'/

```

## Libreria grafica
Il FreeBASIC ha una libreria grafica in 2D integrata compatibile con il QuickBASIC, che permette all'utente di gestire semplici primitive grafiche (come rettangoli, linee e cerchi), il blitting e caratteristiche aggiuntive non presenti nella libreria grafica originale del QuickBASIC. Questa libreria non è dipendente dal sistema operativo per cui il codice è portabile da una piattaforma all'altra.
Nonostante la libreria sia integrata, viene caricata solo se il programmatore sceglie di usarla: basta invocare il comando screen. Il FreeBASIC permette inoltre di utilizzare librerie grafiche quali l'OpenGL o di creare finestre con le API del proprio sistema per usare l'accelerazione hardware senza interferire con la libreria grafica del linguaggio.

## Sviluppi futuri
Il FreeBASIC continua ad essere sviluppato. Uno degli obiettivi è quello di farne un front-end del GCC, che permetterebbe di usare molte caratteristiche del C++ e di altri linguaggi di programmazione orientati agli oggetti; vi è anche l'intenzione di portarlo sulla maggior parte dei moderni sistemi e di usare tecniche di ottimizzazione avanzate.
Con la versione 0.17 è stata introdotta la programmazione orientata agli oggetti con l'adozione dell'uso delle classi e con l'estensione dei tipi di dato.
Nel 2007 il FreeBASIC è stato inserito da Sourceforge nella lista dei candidati al premio come miglior supporto all'utente.